# Territorio (racconto)
Territorio è il primo dei nove racconti brevi che fanno parte della raccolta Ballo di famiglia (Family dancing), 1984, dello scrittore statunitense David Leavitt.

## Trama
La signora Campbell, come faceva la madre di Leavitt, è seduta in giardino davanti a un tavolino e sta raccogliendo firme contro il nucleare. Neal, il figlio, è venuta a trovarla dopo due anni di assenza da casa e vuole farle conoscere il suo compagno Wayne che deve arrivare con l'aereo. Egli ricorda alcuni episodi della sua fanciullezza: di quando, a dodici anni, riconobbe per la prima volta qualcosa di simile alla sensualità, ma soprattutto di quando aveva detto ai genitori di essere omosessuale. "...Neil finalmente si fermò in cucina, dando la schiena ai genitori e disse, con inattesa facilità. "Sono omosessuale". Le parole parvero insufficienti, riduttive. Per anni aveva creduto che la sua sessualità fosse scindibile dal nucleo essenziale del suo io, ma ora si rese conto che era una parte di lui....solo allora, per la prima volta, si decise ad ammettere che erano vere, e, scosso dai singhiozzi, pianse di dolore per quello che non avrebbe potuto essere per sua madre, per averla delusa"..
Ricorda che il padre si era ritratto silenzioso mentre la madre gli aveva detto che tutto era O.K e lo aveva abbracciato e "per una volta, le parole di lei suonarono altrettanto inadeguate delle sue. Neil si sentì ridotto alle proporzioni di un adolescente imbarazzato, che odiava la sua comprensione, e non voleva che lei lo toccasse"
Adesso Neil è pieno di ansia all'idea dell'incontro di sua madre con Wayne e mentre la guarda, ricorda quanta cura lei avesse sempre avuto per lui e come egli avesse sempre cercato di sfuggire. "Persino oggi, mentre raccoglieva firme per il disarmo nucleare, appollaiata di fronte alla cooperativa, era la quintessenza si una madre" e si chiede "...se il destino delle madri era quello di non aspettarsi niente in cambio, il destino dei figli era dunque quello di non restituire niente?"
La madre si dimostra apparentemente molto disinvolta e comprensiva ma quando una sera i due giovani si nascondono in giardino per cercare l'intimità la madre non resiste più e dice a Neil: "Volevo che tu crescessi felice. E sono molto tollerante, molto comprensiva. Ma c'è un limite anche alla mia sopportazione". Neil e Wayne riprendono l'aereo per New York. 
Così si legge nell'explicit: "Più tardi, l'aereo compie un lento cerchio sopra New York, e a bordo due uomini si tengono per mano, a occhi chiusi, e respirano all'unisono".